# 水果冰淇淋
《水果冰淇淋》（英語：Fruity Ice Cream）是公共電視文化事業基金會製作播出的長壽兒童節目，專門為幼兒設計，在公視試播時期（中華民國公共電視台籌備委員會時期）開播至今，是臺灣電視史上最長壽的兒童節目。在公視試播時期，有兒童合唱的片頭曲，無真人主持人，只有兩個香蕉布偶「淇淇、琳琳」充當主持人；1998年7月2日公視開播後，增設趙自強男扮女裝的水果奶奶擔任真人主持人，也增設水果奶奶主唱的片尾曲。每天都有不同故事吸引小朋友注意及學習，並且搭配兩個（之後增至四個）香蕉布偶以顯示出說話及其他動作。前期亦搭配時事告知兒童重要性，例如腸病毒預防、COVID-19、發燒、感冒及人身安全等。
2001年7月30日，中國電視公司星期日綜藝節目《台灣歡樂窩》裡扮演房東的趙自強，因忙著《水果冰淇淋》錄影而從第四集後消失。
2004年8月，《水果冰淇淋》與漢聲廣播電台全國調頻聯播網兒童節目《快樂小圈圈》合作，《快樂小圈圈》播放《水果冰淇淋》節目內容。2008年3月3日，《水果冰淇淋》首播時間改為星期一至五17點整至17點30分，重播時間改為星期一至五8點30分至9點整。
2015年4月4日，《水果冰淇淋》於臺北市立兒童新樂園如果兒童劇場舉行兒童節特別節目《水果冰淇淋～創意表演Show》全球首映會，水果奶奶主持，《水果冰淇淋》製作人林瓊芬出席，表演來賓有鍾欣凌、那維勳、譚艾珍。
2019年因應公視台語台開台，《水果冰淇淋》推出臺灣閩南語配音版本，並在公視OTT服務平台上架。
2024年8月20日，因應小公視開播，《水果冰淇淋》改為小公視首播，時間為星期一至五18點至18點30分。

## 海外播放
美國太平洋時間每週一至週五08:30-09:00於KTSF播出。

## 主要登場人物
水果奶奶
公視開播後增設的主持人，居住在水果社區內自家經營的蛋糕店。心思細膩卻帶點小迷糊，每天都精力充沛，對所有新事物持有高度興趣。在2015年後的新內容中店面裝潢有改造過，多出了一艘遊戲船。在2019年七月播映的新內容中來到九藏喵王國的世界客串演出，目的是為了尋找蛋糕店的新菜單材料，同時也教導小沐和喵小凜製作蛋糕料理以及幫野狗族解除毒蘋果的毒素。
淇淇
本節目開播初期的登場人物之一，淋淋的哥哥。
淋淋
本節目開播初期的登場人物之一，淇淇的妹妹。
原本的設定是喜歡所有關於巫婆世界的一切，希望長大後當個厲害的巫婆。但在2016年新內容以後，更改為喜歡去機器人圖書館閱讀各種繪本的設定。
莎拉
2004年初期的新內容初次登場，出身於比佛利山莊。
由於出身為上流家庭的關係，個性高傲，自我感覺良好。上下學均由專屬司機接送。2011年新內容後已不再使用該設定。
哇嚕
2004年初期的新內容初次登場，出身於阿美族天祥部落。
有著音樂和攝影相關的興趣，喜歡嘗試一些別人不敢嘗試的事。

### 前期登場人物
在2008年以後至今製作的新內容中沒有再登場。
淋淋媽媽
本名未知。想法奇特的寶貝媽咪，是個忙碌的職業婦女，很想當個好媽咪卻似乎總是找不到方法。她在水果社區裡開了一間動物醫院，每天都忙碌的照顧各式各樣的動物病人。
從該稱呼上的設定來看，淇淇和淋淋應該是同父異母的兄妹。
水果熊
居住在自家經營的照相館，出身北極地區的白熊。
咩咩羊家族
總共有七隻羊登場，其中一個戴著眼鏡的綿羊爺爺為領頭，打理著自家經營的點心屋的大小事物。膝下有身為幫手的五胞胎小羊們，其中一隻臉是黑的。
巫婆奶奶
居住在水果大街的巫婆書店內。
火雞
出身於火雞國的火雞，不會說話。年齡推估是5歲。
艾里長
曾出現在水果冰淇淋歌舞劇-{月亮不見了}中

### 2008年後初次登場
美人魚
自2008年後的新播映內容中在主題歌背景裡面初次登場，主要是在擔任當時新開的小單元【貝殼、潛艇、美人魚】中的潛艇音樂點播站主持人，水果奶奶的好友之一。2017年的新內容改成動畫來表現該人物之前有一位專門通知水果奶奶的接待小河豚亮亮。
小怪獸船長
最早在2008年休息時間過場小動畫【GIGUGALA】中登場的新登場人物，最初登場的是他的妹妹與父母，後來在2009年新內容中則以本人（提線人偶）身分在片尾登場，2010年新內容後正式成為經常登場的固定班底。最喜歡操縱水果奶奶家中的遊戲船。
機器人店長
自2016年新內容登場的來到水果小鎮上經營機器人圖書館的店長，個性認真但是害怕打雷閃電，水果奶奶的好友之一。身旁有一位會負責幫忙但個性稍微天然呆的機器人妹妹小紅，在例行充電時會發出奇特的聲音與光芒。
松鼠兄妹
自2011年新內容登場水果奶奶的好友之一，通常是一對兄妹的方式登場。專門以專業快遞的身分送東西到水果奶奶的家。2014年的新內容一段時間為休息時間開著滑翔翼登場的過場人物。
美女狗
自2010年後的新內容中登場，偶而會在水果奶奶的家中客串的長毛古代牧羊犬。
紅心女王
自2014年的兒童節特別節目中首次登場。2016年新內容後成為小勇士闖關單元【音樂迷宮】中的事件人物，因為自己的聲音很不好聽所以忽然下令不准再讓領地的民眾們唱歌，同時非常討厭愛探險的滴答兔。

## 內容
基礎上有三個固定的小單元。

### 故事「喵」
以水果奶奶主動放置在桌子的噴水鯨魚上的閱讀貓音樂盒模型為開頭（2010年新內容以前為經由水果奶奶在後方布景內遙控出現的故事小兔子、2010年至2014年之間為隨機出現的故事機器人），每一回播出本節目自製(少數由肯特動畫公司等外包製作)隨機的短篇故事小動畫。2017年起的新內容新增台灣原創動畫的閻小妹和小貓巴克里系列的番外小短篇動畫，2019年7月起新增九藏喵王國合作共演系列。一部分小動畫並非單一故事情境而是複數以上（大部分沒有正式名稱），含有連載且有標註名稱的小動畫目前已知的有：
2007年以前
- 說話時間
- 青青和他的朋友們
- 艾絲和克林

2008年~2009年
- 就是喜歡魚
- 大象工廠
- 小小阿庫瑪
- 如果多多系列
- SEVEN BONES
- 動物公寓（注音符號）

2010年~2015年
- 喜寶與大灰狼
- 太陽玩咖系列
- 飯糰的小木槌
- 辮子姑娘系列
- 大聲公與小個子
- 陽光下的微笑
- 馴鹿不迷路
- 不聽話的公主系列
- 小管家日記
- 就愛正方形
- 小河馬露娜
- 種子寶寶
- HAPPY PLANET
- 小露的選擇系列
- 天使的翅膀
- 發現藏寶圖
- 花園裡的悄悄話
- 方方先生的旅行
- 我才不怕你
- 我的朋友不見了
- 雲朵女孩
- 簡單旅行
- 露娜的麵包
- 迷你黑的冒險
- 紙袋男孩

2016年~2018年
- 米米的問答題
- 狗兒的異想世界
- 瞌睡熊
- 能源超人
- 阿寬先生的新家

2018年以後
- 澎澎水世界
- 到底是誰？
- 彩虹小偵探
- 龜兔扭扭系列
- 安靜的圖書館
- 半夜的圖書館
- 小王子和小丸子
- 玩具醫院
- 愛的延長線系列
- 衝浪
- 禮物
- 雲朵裡的祕密
- 催眠師慢慢
- 害羞的安東尼
- 東南西北任我行
- 安安系列
  - 安安問大小

### 貝殼、潛艇、美人魚
水果奶奶的好友美人魚所主持的潛艇音樂點播站，在2008年早期全新播映的內容中初次於片頭曲背景內登場，在用一條河豚接待員亮亮通知水果奶奶和播完專用主題歌後用提線人偶的方式來表現與互動，2010年至2017年間除了背景改成歌劇院外一般以日常對話的方式表達，說完話接著向水果奶奶點播音樂MV。自2017年後的新內容開始以另外自製的三個潛艇過場動畫和固定對話來表現，跟過去不同新內容中以音樂魔鏡來隨機點播本節目自製的音樂MV。

### 小勇士闖關
以滴答兔的三種冒險故事情境做為開頭、來讓報名參加的小朋友於錄影當日的布景中闖三關、取得指定道具或滿足相關條件來拯救他。比較早期的闖關內容情境分別為【星際奇兵】、【海盜船】，【森林王】和 【飛寶大冒险】，在2014年開始的新內容以後至今全新追加的情境分別為【勇闖侏儸紀】、【音樂迷宮】和【牧場大挑戰】這三個。
※另外該節目基本上中途沒有廣告時間（一年兩度的公視捐款宣傳、少數幾年的兒童節特別節目和海外播出的版本，如Astro小太阳马来西亚频道除外），休息時間的過場只有本節目自製隨機的短篇故事小動畫。以下是目前已知曾播映過的小動畫：
- GIGUGALA
- HONEY NEWS
- 不完美玩具
- SUPER KIDS
- 超級變變變
- 我的彩色世界
- 這是甚麼聲音？

## 其他
- 公視台語台成立後，2019年也推出臺語配音版本，配音人員包括林谷珍、曾莉婷、楊慧玉、蔡宇軒、李明華、鍾少庭、林慕青、翁瑞陽、謝宗佑等。除人物名稱、專有名詞、及片頭片尾曲保留中文發音外，其餘內容均以臺語對話。
- 2022年推出動畫電影《妖果小學－水果奶奶的大秘密》。

## 集數列表
- 裡面的內容以電視播出及網路平台上架的為準
- 部分未確定的名稱以斜體標示

### 2006年
| 集數 | 首播日期 | 內容             | 認知                  | 歌曲MV                  | 故事                        | 滴答兔與小勇士 | 滴答兔與小勇士 | 其他 |
| 集數 | 首播日期 | 內容             | 認知                  | 歌曲MV                  | 故事                        | 情境           | 參賽者         | 其他 |
| ---- | -------- | ---------------- | --------------------- | ----------------------- | --------------------------- | -------------- | -------------- | ---- |
| 1040 |          | 歡迎新鄰居       | 五線譜樂團:大象       | 最愛好朋友              | F豆豆                       | 海盜船遊戲     | 林旂(6歲)      |      |
| 1041 |          | 太空圖畫         | 五線譜樂團:飆車族     | 塔布塔太空歷險          | 青青和他的朋友們:大聲公胖胖 | 海盜船遊戲     | 蘇肱毅(6歲)    |      |
| 1042 |          | 粉紅貴賓狗       | 圖形認知:一對三角形   | 艾絲和克林:隔壁的好朋友 | 青青和他的朋友們:大聲公胖胖 | 海盜船遊戲     | 馬世云(5歲)    |      |
| 1043 |          | 對不起，我忘了   | 圖形認知:彎彎         | 八樓的塔布塔            | 青青和他的朋友們:愛笑小黑   | 海盜船遊戲     | 潘啓元(6歲)    |      |
| 1044 |          | 歡喜來歌唱       | 圖形認知:曲線         | 叉子歌                  | 青青和他的朋友們:愛哭娃娃   | 海盜船遊戲     | 劉東昀(5歲)    |      |
| 1045 |          | 一起做狗屋       | 圖形認知:叉叉         | 好好笑                  | 青青和他的朋友們:大聲公胖胖 | 海盜船遊戲     | 林旂(6歲)      |      |
| 1046 |          | 愛心樹           | 圖形認知:水滴         | 最愛好朋友              | 青青和他的朋友們:愛哭娃娃   | 海盜船遊戲     | 王品禾(6歲半)  |      |
| 1047 |          | 除蚊大作戰       | 圖形認知:星形         | 春天小蟲叫              | 青青和他的朋友們:愛笑小黑   | 海盜船遊戲     | 蘇肱毅(6歲)    |      |
| 1048 |          | 水果奶奶快樂教室 | 圖形認知:圓圈         | 快樂一家人              | 動物公寓:綿羊裁縫師         | 海盜船遊戲     | 劉東昀(5歲)    |      |
| 1049 |          | 害怕搭飛機       | 圖形認知:拱形         | 艾絲和克林:隔壁的好朋友 | 動物公寓:猴子魔術師         | 海盜船遊戲     | 莊承諭(4歲半)  |      |
| 1068 |          | 千變萬化的紙筒   | 兩隻熊:大和小         | 海盜歌                  | 青青和他的朋友們:天才阿斗   | 海盜船遊戲     | 林志欣(4歲)    |      |
| 1069 |          | 大禮物           | 五線譜樂團:蒼蠅       | 愛散步的小女巫          | 青青和他的朋友們:大聲公胖胖 | 海盜船遊戲     | 朱臆樺(5歲)    |      |
| 1070 |          | 一起當貓咪       | 五線譜樂團:大象       | 蓮花歌                  | 青青和他的朋友們:愛笑小黑   | 海盜船遊戲     | 鄧郁琳(4歲半)  |      |
| 1071 |          | 咕嚕嚕汽水       | 五線譜樂團:飆車族     | 吃醋小袋鼠              | 青青和他的朋友們:愛哭娃娃   | 海盜船遊戲     | 蔡柏庭(4歲)    |      |
| 1072 |          | 被單帳棚         | 五線譜樂團:無尾熊     | 好好笑                  | 青青和他的朋友們:天才阿斗   | 海盜船遊戲     | 涂定珉(5歲)    |      |
| 1073 |          | 會說話的紙條     | 五線譜樂團:青蛙       | 海盜歌                  | 青青和他的朋友們:飛飛想飛   | 海盜船遊戲     | 王珈琪(5歲)    |      |
| 1074 |          | 蒼蠅飛飛飛       | 五線譜樂團:機器人     | 最重要的事              | 青青和他的朋友們:紅蘋果彎兒 | 海盜船遊戲     | 劉浩君(4歲)    |      |
| 1075 |          | 幫幫忙摸彩箱     | 看看是什麼:腳         | 石頭歌                  | 動物公寓:猴子魔術師         | 海盜船遊戲     | 孫明麒(6歲)    |      |
| 1076 |          | 爆米花大餐       | 看看是什麼:溜滑梯     | 吃醋小袋鼠              | 動物公寓:綿羊裁縫師         | 海盜船遊戲     | 羅琮棠(4歲)    |      |
| 1077 |          | 淇淇的太陽號     | 看看是什麼:帽子       | 海盜歌                  | 動物公寓:老虎工程師         | 海盜船遊戲     | 孫明麒(6歲)    |      |
| 1078 |          | 熊熊下午茶       | 看看是什麼:大樹       | 圓圓歌                  | 動物公寓:松鼠畫家           | 海盜船遊戲     | 陳俞蒨(5歲)    |      |
| 1079 |          | 咕咕熊           | 看看是什麼:車子       | 快樂一家人              | 動物公寓:綿羊裁縫師         | 海盜船遊戲     | 陳宜廷(5歲)    |      |
| 1080 |          | 拼圖             | 看看是什麼:時鐘       | 愛散步的小女巫          | 動物公寓:猴子魔術師         | 海盜船遊戲     | 朱臆樺(5歲)    |      |
| 1081 |          | 大班的校外教學   | 看看是什麼:溜滑梯     | 石頭歌                  | 禮貌村的熊熊                | 海盜船遊戲     | 孫明麒(6歲)    |      |
| 1082 |          | 交換名字         | 看看是什麼:時鐘       | 口哨歌                  | 青青和他的朋友們:愛笑小黑   | 海盜船遊戲     | 鄧郁琳(4歲半)  |      |
| 1083 |          | 怪獸小孩         | 看看是什麼:腳         | 小狗布利                | 青青和他的朋友們:飛飛想飛   | 海盜船遊戲     | 林志欣(4歲)    |      |
| 1084 |          | 琳琳接電話       | 貪吃獸與小客力:踢足球 | 口哨歌                  | 青青和他的朋友們:愛哭娃娃   | 海盜船遊戲     | 羅琮棠(4歲)    |      |
| 1085 |          | 我們不需要大人   | 紙飛機與蘋果樹        | 小小海馬要回家          | 青青和他的朋友們:大聲公胖胖 | 海盜船遊戲     | 李坤祐(4歲)    |      |
| 1086 |          | 琳琳尿床了       | 兩隻熊:軟和硬         | 最重要的事              | 青青和他的朋友們:紅蘋果彎兒 | 海盜船遊戲     | 陳俞蒨(5歲)    |      |

### 2008年
| 集數 | 首播日期 | 內容             | 認知                        | 故事                            | 歌曲MV                  | 滴答兔與小勇士 | 滴答兔與小勇士         | 其他 |
| 集數 | 首播日期 | 內容             | 認知                        | 故事                            | 歌曲MV                  | 情境           | 參賽者                 | 其他 |
| ---- | -------- | ---------------- | --------------------------- | ------------------------------- | ----------------------- | -------------- | ---------------------- | ---- |
| 1216 |          | 最棒的好朋友     | 愛跳舞的小莉:小莉與昆蟲     | 小小阿庫瑪:找芋頭               | 哈士奇的冬天            | 笑笑王         | 官筠蓁、白曼邑、陳珮祺 |      |
| 1217 |          | 電話響了沒       | 兩隻熊:大和小               | 我們住在地板下:紅紅櫻桃快樂多   | 3隻小熊                 | 笑笑王         | 黃琪蓁、戴哈拿、陳姿妗 |      |
| 1218 |          | 新舊水壺         | 我們愛唱歌:黑羊咩咩叫       | 動物公寓:松鼠畫家               | 快樂一家人              | 笑笑王         | 胡宛慈、韓雨曈、胡宛恩 |      |
| 1219 |          | 墨鏡遊戲         | 愛跳舞的小莉:小莉上街       | 3隻小熊:誰來陪我玩              | 好好笑                  | 笑笑王         | 官筠蓁、白曼邑、陳珮祺 |      |
| 1220 |          | 又見琳琳小巫婆   | 愛跳舞的小莉:小莉與昆蟲     | 我們住在地板下:點心時間快樂多   | 3隻小熊                 | 笑笑王         | 鄭兆恩、林緯祥         |      |
| 1240 |          | 今天不跟女生玩   | 我們愛唱歌:羊咩咩大合唱     | 大耳朵的名字是李小天            | 我愛恐龍                | 森林王         | 張詠淇(5歲)            |      |
| 1246 |          | 我會買東西       | 我們愛唱歌:懶懶黑皮羊       | 阿布愛數數                      | 小狗布利                | 森林王         | 陳若娃(4歲)            |      |
| 1247 |          | 銀色聖誕卡       | 圖形認知:曲線               | 青青和他的朋友們:飛飛想飛       | 快樂AKUMA               | 森林王         | 蘇奕寧(4歲)            |      |
| 1248 |          | 故事接龍         | 五線譜樂團:飆車族           | 艾絲和克林:溜冰記               | 大花貓                  | 森林王         | 徐啟翔(5歲)            |      |
| 1249 |          | 好想去游泳       | 愛跳舞的小莉:小莉上街       | 貓咪喵喵叫:旋轉                 | 我愛恐龍                | 森林王         | 黃椲庭(5歲)            |      |
| 1250 |          | 一罐糖果         | 圖形認知:彎彎               | 3隻小熊:誰來陪我玩              | 世界的小孩              | 森林王         | 童芷葳(6歲)            |      |
| 1251 |          | 有事請留言       | 圖形認知:方形               | 快樂一家人:喜歡紅蘿蔔           | 海洋教室                | 森林王         | 蔡曜宇(5歲)            |      |
| 1252 |          | 最酷的鼻子       | 說話時間:公主、小狗、大蘋果 | 藍天下的新鮮事:隱形朋友         | 烏龜公主等一下          | 森林王         | 陳詩允(5歲)            |      |
| 1255 |          | 誰來幫幫忙       | 我們愛唱歌:鍋碗瓢盆好聲音   | 動物公寓:大象消防員             | 快樂AKUMA               | 森林王         | 周玉亭(4歲)            |      |
| 1256 |          | 淇淇琳琳大作戰   | 貪吃獸與小客力:踢足球       | 貓咪喵喵叫:毛線                 | 無尾熊進行曲            | 森林王         | 陳謙(5歲)              |      |
| 1257 |          | 怪怪貓咪比賽     | 我們愛唱歌:調皮的喵喵       | 小小阿庫瑪:找雞蛋               | 春天小蟲叫              | 森林王         | 黃椲庭(5歲)            |      |
| 1258 |          | 等一下           | 我們愛唱歌:數羊好好睡       | 動物公寓:猴子魔術師             | 無尾熊進行曲            | 森林王         | 徐啟翔(5歲)            |      |
| 1259 |          | 剪出一個圓       | 我們愛唱歌:鍋碗瓢盆好聲音   | 貓咪喵喵叫:毛線                 | 哈士奇的冬天            | 森林王         | 陳詩允(5歲)            |      |
| 1260 |          | 琳琳小蜜蜂       | 我們愛唱歌:數羊好好睡       | 藍天下的新鮮事:跳一跳跳到天空去 | 無尾熊進行曲            | 森林王         | 陳謙(5歲)              |      |
| 1261 |          | 願望風箏         | 我們愛唱歌:調皮的喵喵       | 動物公寓:兔子護士               | 大花貓                  | 森林王         | 蔡曜宇(5歲)            |      |
| 1262 |          | 幸福草莓包包     | 愛跳舞的小莉:小莉在農場     | 貓咪喵喵叫:毛線                 | 世界的小孩              | 森林王         | 童芷葳(6歲)            |      |
| 1263 |          | 超級大眼睛       | 愛跳舞的小莉:小莉與昆蟲     | 青青和他的朋友們:大聲公胖胖     | 我愛恐龍                | 森林王         | 蘇奕寧(4歲)            |      |
| 1264 |          | 草莓好好吃       | 我們愛唱歌:鍋碗瓢盆好聲音   | 貓咪喵喵叫:鏡子                 | 無尾熊進行曲            | 森林王         | 張佩蓉(5歲)            |      |
| 1265 |          | 等一個好心情     | 五線譜樂團:飆車族           | 貓咪喵喵叫:鏡子                 | 烏龜公主等一下          | 森林王         | 蔡曜宇(5歲)            |      |
| 1266 |          | 超級保管箱       | 圖形認知:叉叉               | 貓咪喵喵叫:毛線                 | 艾絲和克林:隔壁的好朋友 | 森林王         | 張佩蓉(5歲)            |      |
| 1267 |          | 我想要出國       | 愛跳舞的小莉:游泳池         | 大象工廠:法國-法多里和多多      | 海洋教室                | 森林王         | 陳詩允(5歲)            |      |
| 1268 |          | 大毛的生日禮物   | 說話時間:小花、娃娃、小喇叭 | 貓咪喵喵叫:鏡子                 | 無尾熊進行曲            | 星際奇兵       | 顏子騂                 |      |
| 1269 |          | 是誰弄破了圖畫   | 愛跳舞的小莉:游泳池         | 3隻小熊:一朵玫瑰花              | 蓮花歌                  | 星際奇兵       | 陳品蓁                 |      |
| 1270 |          | 奶奶是我的好朋友 | 我們愛唱歌:調皮的喵喵       | 藍天下的新鮮事:隱形朋友         | 烏龜公主等一下          | 星際奇兵       | 林筱倪                 |      |
| 1271 |          | 叫我第一名       | 我們愛唱歌:數羊好好睡       | 藍天下的新鮮事:風箏飛啊飛       | 青青和他的朋友們        | 星際奇兵       | 謝宜如                 |      |
| 1272 |          | 功夫大俠         | 五線譜樂團:機器人           | 小小阿庫瑪:找水蜜桃             | 世界的小孩              | 星際奇兵       | 侯博彥                 |      |
| 1273 |          | 勇氣蝴蝶結       | 我們愛唱歌:鍋碗瓢盆好聲音   | 貓咪喵喵叫:鏡子                 | 奇怪的黑洞              | 星際奇兵       | 葉芷辰                 |      |
| 1274 |          | 和平小天使       | 圖形認知:圓圈               | 我們住在地板下:毛線圈裡快樂多   | 大花貓                  | 星際奇兵       | 林郁岑                 |      |
| 1278 |          | 哇嚕爸爸出差去   | 圖形認知:叉叉               | 藍天下的新鮮事:黑丫丫山谷       | 烏龜公主等一下          | 星際奇兵       | 吳丞婕                 |      |
| 1279 |          | 愛心禮物         | 我們愛唱歌:黑羊咩咩叫       | 青青和他的朋友們:愛哭娃娃       | 快樂一家人              | 星際奇兵       | 鄭朵朵                 |      |
| 1280 |          | 秘密             | 小羊娃的花花世界:玫瑰花     | 貓咪喵喵叫:管子                 | 我愛恐龍                | 星際奇兵       | 張哲睿                 |      |
| 1281 |          | 我是勇敢的姐姐   | 說話時間:松鼠、松果、竹蜻蜓 | 快樂一家人:奶油泡泡澡           | 大花貓                  | 星際奇兵       | 陳品蓁                 |      |
| 1282 |          | 包裹             | 愛跳舞的小莉:百貨公司       | 貓咪喵喵叫:管子                 | 兔子比比                | 星際奇兵       | 顏子騂                 |      |
| 1283 |          | 幸運心遊戲       | 愛跳舞的小莉:百貨公司       | 大耳朵的名字是李小天            | 快樂AKUMA               | 星際奇兵       | 張育瑄                 |      |
| 1284 |          | 我會照顧奶奶     | 小羊娃的花花世界:櫻花       | 快樂一家人:最愛太陽花           | 海盜歌                  | 星際奇兵       | 林筱倪                 |      |
| 1285 |          | 一起來唱歌       | 小羊娃的花花世界:玫瑰花     | 大象工廠:法國-法多里和多多      | 小老鼠變變變            | 星際奇兵       | 葉芷辰                 |      |
| 1286 |          | 琳琳大盜         | 小羊娃的花花世界:櫻花       | 貓咪喵喵叫:管子                 | 數數歌                  | 星際奇兵       | 侯博彥                 |      |
| 1287 |          | 雙胞胎遊戲       | 愛跳舞的小莉:百貨公司       | 青青和他的朋友們:愛笑小黑       | 小狗布利                | 星際奇兵       | 林郁岑                 |      |
| 1288 |          | 莎拉的小花生病了 | 貪吃獸與小客力:植物照顧機   | 禮貌村的熊熊                    | 吃醋小袋鼠              | 星際奇兵       | 江宣逸                 |      |
| 1289 |          | 小熊抱枕         | 小羊娃的花花世界:玫瑰花     | 艾絲和克林:園遊會               | 青青和他的朋友們        | 星際奇兵       | 鄭朵朵                 |      |
| 1290 |          | 花盆小魔術       | 愛跳舞的小莉:百貨公司       | 貓咪喵喵叫:管子                 | 快樂一家人              | 星際奇兵       | 吳丞婕                 |      |

### 2009年
| 集數 | 首播日期 | 內容               | 認知                          | 故事                             | 歌曲MV                  | 滴答兔與小勇士 | 滴答兔與小勇士 | 其他             |
| 集數 | 首播日期 | 內容               | 認知                          | 故事                             | 歌曲MV                  | 情境           | 參賽者         | 其他             |
| ---- | -------- | ------------------ | ----------------------------- | -------------------------------- | ----------------------- | -------------- | -------------- | ---------------- |
| 1291 |          | 玩具車躲貓貓       | 如果多多:爸爸很高             | 春天的尾巴                       | 森林裡的Jojo            | 星際奇兵       | 蔡梓庠         |                  |
| 1292 |          | 這不是我喜歡的     | 圖形認知:拱形                 | 貓咪喵喵叫:海洋夢                | 艾絲和克林:隔壁的好朋友 | 星際奇兵       | 范峻瑜         |                  |
| 1293 |          | 盒子裡的秘密       | 看看是什麼:時鐘               | 貓咪喵喵叫:貓咪保姆              | 森林裡的Jojo            | 星際奇兵       | 何宥妍         | 放輕鬆食譜       |
| 1294 |          | 誰要陪我玩棋       | 如果多多:爸爸很高             | 貓咪喵喵叫:毛線                  | 大花貓                  | 星際奇兵       | 林光延         |                  |
| 1295 |          | 松鼠假期           | 看看是什麼:溜滑梯             | 禮貌村的熊熊                     | 森林裡的Jojo            | 星際奇兵       | 顏丞佑         |                  |
| 1296 |          | 奶奶的畫像         | 圖形認知:星形                 | 春天的尾巴                       | 石頭歌                  | 星際奇兵       | 沈昶宏         | 甜蜜蜜食譜       |
| 1297 |          | 勝利旗幟           | 紙飛機與蘋果樹                | 貓咪喵喵叫:海洋夢                | 無尾熊進行曲            | 星際奇兵       | 袁俐晶         |                  |
| 1298 |          | 請借我彩色筆       | 如果多多:天空下的不是雨       | 大象工廠:法國-法多里和多多       | 我愛恐龍                | 星際奇兵       | 那姿·比佑·邢幸 |                  |
| 1299 |          | 波波巫婆筆         | 我們愛唱歌:調皮的喵喵         | 青青和他的朋友們:愛笑小黑        | 海洋教室                | 星際奇兵       | 蔡梓庠         | 哈哈笑食譜       |
| 1300 |          | 琳琳的掃除時間     | 愛跳舞的小莉:小莉上街         | 藍天下的新鮮事:跳一跳跳到天空去  | 數數歌                  | 星際奇兵       | 侯博彥         |                  |
| 1301 |          | 袋鼠娃娃           | 圖形認知:圓圈                 | 貓咪喵喵叫:貓咪保姆              | 吃醋小袋鼠              | 星際奇兵       | 章育瑄         | 慢慢來食譜       |
| 1302 |          | 好朋友餅乾         | 如果多多:天空下的不是雨       | 小小阿庫瑪:找水蜜桃              | 森林裡的Jojo            | 星際奇兵       | 陳允齊         |                  |
| 1303 |          | 小朋友電視機       | 五線譜樂團:青蛙               | 動物公寓:大象消防員              | 烏龜公主等一下          | 星際奇兵       | 沈昶宏         | 眼淚不見了食譜   |
| 1304 |          | 我要小星星         | 說話時間:小雞、猴子、綿羊     | 快樂一家人:栗子香又香            | 圓圓歌                  | 星際奇兵       | 袁俐晶         |                  |
| 1305 |          | 遙控器遊戲         | 五線譜樂團:機器人             | 動物公寓:小豬廚師                | 吃醋小袋鼠              | 星際奇兵       | 李秉謙         |                  |
| 1306 |          | 好書分享日         | 說話時間:公主、小狗、大蘋果   | 我們住在地板下:畫畫時間快樂多    | 海洋教室                | 星際奇兵       | 顏丞佑         |                  |
| 1307 |          | 我的小花蛇         | 圖形認知:一對三角形           | 小小阿庫瑪:找雞蛋                | 小小海馬要回家          | 星際奇兵       | 范峻瑜         |                  |
| 1308 |          | 我是一朵花         | 紙飛機與蘋果樹                | 小小阿庫瑪:找金針花              | 海洋教室                | 星際奇兵       | 江宣逸         | 只要我長高食譜   |
| 1309 |          | 呼叫奶奶           | 兩隻熊:大和小                 | 貓咪喵喵叫:毛線                  | 快樂AKUMA               | 星際奇兵       | 鄭朵朵         |                  |
| 1310 |          | 手牽手比賽         | 說話時間:太空人、火箭、外星人 | 快樂一家人:小方糖拼圖            | 無尾熊進行曲            | 星際奇兵       | 蔡梓庠         |                  |
| 1311 |          | 最想一起玩的好朋友 | 我們愛唱歌:鍋碗瓢盆好聲音     | 藍天下的新鮮事:來拔紅蘿蔔        | 愛運動的胖胖豬          | 星際奇兵       | 林光延         | 綠色大餐食譜     |
| 1312 |          | 小丑好好笑         | 如果多多:我要養牠             | 艾絲和克林:動物園                | 喵喵歌                  | 星際奇兵       | 顏丞佑         |                  |
| 1313 |          | 電話響不停         | 圖形認知:水滴                 | 禮貌村的熊熊                     | 石頭歌                  | 星際奇兵       | 何宥妍         |                  |
| 1314 |          | 恐龍和西瓜         | 說話時間:烏龜、刺蝟、月亮     | 快樂一家人:奶油泡泡澡            | 喵喵歌                  | 森林王         | 黃柏超(6歲)    | 想像湯食譜       |
| 1315 |          | 點名遊戲           | 五線譜樂團:無尾熊             | 艾絲和克林:美術館                | 快樂AKUMA               | 森林王         | 童芷葳(6歲)    |                  |
| 1316 |          | 借我玩好嗎         | 如果多多:我要養牠             | 貓咪喵喵叫:貓咪保姆              | 青青和他的朋友們        | 星際奇兵       | 陳允齊         |                  |
| 1317 |          | 大班的數學作業     | 紙飛機與蘋果樹                | 快樂一家人:快樂起司躲貓貓        | 快樂AKUMA               | 森林王         | 劉家佑(6歲)    | 睡不著食譜       |
| 1318 |          | 棉被和腳踏車       | 如果多多:爸爸很高             | 貓咪喵喵叫:海洋夢                | 森林裡的Jojo            | 森林王         | 李昀蓁(4歲)    |                  |
| 1319 |          | 小天使在我家       | 認識樂器:二胡                 | 藍天下的新鮮事:小黃鳥的房子      | 數數歌                  | 星際奇兵       | 那姿·比佑·邢幸 | 毛線變變變食譜   |
| 1320 |          | 神秘特展           | 圖形認知:方形                 | 小小阿庫瑪:找竹筍                | 喵喵歌                  | 森林王         | 鄭之洋(6歲)    | 我不怕風食譜     |
| 1321 |          | 愛心禮物           | 說話時間:小花、娃娃、小喇叭   | 我們住在地板下:毛線圈裡快樂多    | 快樂AKUMA               | 森林王         | 孫傳庭(4歲)    |                  |
| 1322 |          | 誰是破壞王         | 圖形認知:叉叉                 | 艾絲和克林:寫生記                | 大花貓                  | 森林王         | 曹嘉勳(5歲)    |                  |
| 1323 |          | 紙的遊戲           | 圖形認知:彎彎                 | 貓咪喵喵叫:管子                  | 太空之歌                | 森林王         | 蔡佳妤(5歲)    | 黑夜不害怕食譜   |
| 1324 |          | 通通都要到100      | 兩隻熊:軟和硬                 | 快樂一家人:喜歡紅蘿蔔            | 喵喵歌                  | 森林王         | 蔡彥君(5歲)    |                  |
| 1325 |          | 誰先看書           | 五線譜樂團:大象               | 青青和他的朋友們:飛飛想飛        | 最重要的事              | 森林王         | 林立心(4歲)    |                  |
| 1326 |          | 迷路小黑貓         | 圖形認知:湯匙                 | 動物公寓:猴子魔術師              | 烏龜公主等一下          | 森林王         | 黃豊淯(5歲)    |                  |
| 1327 |          | 一束花             | 愛跳舞的小莉:小莉與昆蟲       | 大象工廠:法國-法多里和多多       | 數數歌                  | 森林王         | 陳幼軒(5歲)    | 大眼睛食譜       |
| 1328 |          | 奶油蛋糕           | 如果多多:爸爸很高             | 青青和他的朋友們:大聲公胖胖      | 喵喵歌                  | 森林王         | 黃義傑(5歲)    |                  |
| 1329 |          | 好玩的光影         | 圖形認知:曲線                 | 春天的尾巴                       | 森林裡的Jojo            | 森林王         | 莊詠媜(5歲)    |                  |
| 1330 |          | 爆炸頭遊戲         | 說話時間:松鼠、松果、竹蜻蜓   | 貓咪喵喵叫:老鼠公主              | 小狗布利                | 森林王         | 蔡佳妤(5歲)    |                  |
| 1331 |          | 我是北極熊         | 如果多多:天空下的不是雨       | 我們住在地板下:溜冰遊戲快樂多    | 無尾熊進行曲            | 森林王         | 郭宣汝(5歲)    |                  |
| 1332 |          | 今天不上鋼琴課     | 五線譜樂團:蒼蠅               | 艾絲和克林:溜冰記                | 石頭歌                  | 森林王         | 蘇修禾(5歲)    |                  |
| 1333 |          | 飛天豬大比賽       | 廚房裡的戰爭:三角形           | 大象工廠:印度-阿楠蒂妮和他的大象 | 海洋教室                | 森林王         | 黃豊淯(5歲)    |                  |
| 1334 |          | 罐子遊戲           | 廚房裡的戰爭:半圓形           | 貓咪喵喵叫:老鼠公主              | 太空之歌                | 森林王         | 蔡彥君(5歲)    |                  |
| 1335 |          | 生日禮物           | 廚房裡的戰爭:三角形           | 大象工廠:印度-阿楠蒂妮和他的大象 | 快樂AKUMA               | 森林王         | 陳幼軒(5歲)    | 沒煩惱食譜       |
| 1336 |          | 畫圖比賽的禮物     | 廚房裡的戰爭:漩渦形           | 動物公寓:松鼠畫家                | 喵喵歌                  | 森林王         | 黃義傑(5歲)    |                  |
| 1337 |          | 莎拉哭不停         | 如果多多:野狼不吃羊           | 貓咪喵喵叫:老鼠公主              | 艾絲和克林:隔壁的好朋友 | 森林王         | 林立心(4歲)    |                  |
| 1338 |          | 明信片拼圖         | 廚房裡的戰爭:半圓形           | 小小阿庫瑪:找水蜜桃              | 石頭歌                  | 森林王         | 林俐彤(5歲)    | 趕跑生氣蟲食譜   |
| 1339 |          | 誰想的戲最好看     | 兩隻熊:軟和硬                 | 大象工廠:印度-阿楠蒂妮和他的大象 | 快樂AKUMA               | 森林王         | 郭宣汝(5歲)    |                  |
| 1340 |          | 琳琳探險記         | 廚房裡的戰爭:漩渦形           | 貓咪喵喵叫:老鼠公主              | 小螞蟻                  | 星際奇兵       | 李秉謙         |                  |
| 1341 |          | 幸運果汁           | 如果多多:野狼不吃羊           | 貓咪喵喵叫:毛線                  | 烏龜公主等一下          | 森林王         | 蘇修禾(5歲)    | 快樂嘟嘟茶食譜   |
| 1342 |          | 不公平的愛         | 說話時間:松鼠、松果、竹蜻蜓   | 動物公寓:小狗警察                | 海洋教室                | 森林王         | 莊詠媜(5歲)    |                  |
| 1343 |          | 我是小病人         | 廚房裡的戰爭:三角形           | 藍天下的新鮮事:黑丫丫山谷        | 愛運動的胖胖豬          | 星際奇兵       | 范峻瑜         |                  |
| 1344 |          | 玩具大風吹         | 看看是什麼:帽子               | 貓咪喵喵叫:貓咪保姆              | 海盜歌                  | 森林王         | 陳幼軒(5歲)    | 暖暖太陽湯食譜   |
| 1345 |          | 今天不想一起玩     | 五線譜樂團:飆車族             | 藍天下的新鮮事:隱形朋友          | 小螞蟻                  | 星際奇兵       | 何宥妍         |                  |
| 1346 |          | 琳琳受傷日         | 五線譜樂團:無尾熊             | 阿布愛數數                       | 森林裡的Jojo            | 森林王         | 郭宣汝(5歲)    |                  |
| 1347 |          | 哇嚕的新玩具       | 說話時間:烏龜、刺蝟、月亮     | 艾絲和克林:天文館                | 小螞蟻                  | 森林王         | 蔡彥君(5歲)    | 好的食譜         |
| 1348 |          | 請問要說三次       | 愛跳舞的小莉:百貨公司         | 動物公寓:綿羊裁縫師              | 喵喵歌                  | 星際奇兵       | 林光延         |                  |
| 1349 |          | 邀請卡             | 廚房裡的戰爭:半圓形           | 貓咪喵喵叫:老鼠公主              | 石頭歌                  | 森林王         | 林俐彤(5歲)    |                  |
| 1350 |          | 快樂公司總經理     | 廚房裡的戰爭:漩渦形           | 大象工廠:印度-阿楠蒂妮和他的大象 | 森林裡的Jojo            | 森林王         | 徐啟翔(5歲)    | 慢慢來汽水食譜   |
| 1351 |          | 煩惱怪獸           | 看看是什麼:腳                 | 小小阿庫瑪:找竹筍                | 口香糖兔子              | 星際奇兵       | 陳允齊         |                  |
| 1352 |          | 口罩下的秘密       | 我們愛唱歌:黑羊咩咩叫         | 藍天下的新鮮事:風箏飛啊飛        | 艾絲和克林:隔壁的好朋友 | 森林王         | 蘇奕寧(4歲)    |                  |
| 1353 |          | 莎拉小媽咪         | 如果多多:野狼不吃羊           | 快樂一家人:最愛太陽花            | 小小海馬要回家          | 森林王         | 曹嘉勳(5歲)    | 跳很高食譜       |
| 1354 |          | 不一樣的奧運       | 廚房裡的戰爭:三角形           | 青青和他的朋友們:天才阿斗        | 口香糖兔子              | 海盜船         | 王韻宇、李裔璿 |                  |
| 1355 |          | 天使魔鬼大會串     | 說話時間:小雞、猴子、綿羊     | 貓咪喵喵叫:鏡子                  | 小螞蟻                  | 海盜船         | 黃子耀、魏碩良 |                  |
| 1356 |          | 紙盒機器人         | 圖形認知:拱形                 | 艾絲和克林:美術館                | 小小海馬要回家          | 海盜船         | 黃子容、郭柏緯 | 早安食譜         |
| 1357 |          | 紅髮安妮           | 我們愛唱歌:懶懶黑皮羊         | 藍天下的新鮮事:來拔紅蘿蔔        | 烏龜公主等一下          | 海盜船         | 高聖芳、簡宛蜓 |                  |
| 1358 |          | 鈕扣收藏家         | 圖形認知:水滴                 | 大耳朵的名字是李小天             | 大花貓                  | 海盜船         | 陳宇新、孫毓昕 |                  |
| 1359 |          | 只想專心寫功課     | 圖形認知:方形                 | 禮貌村的熊熊                     | 口香糖兔子              | 海盜船         | 鄭丞翔、洪心樂 |                  |
| 1360 |          | 不要忘記我         | 我們愛唱歌:羊咩咩大合唱       | 我們住在地板下:點心時間快樂多    | 我愛恐龍                | 海盜船         | 朱晏希、吳質善 |                  |
| 1361 |          | 老師和學生         | 看看是什麼:時鐘               | 青青和他的朋友們:愛哭娃娃        | 喵喵歌                  | 海盜船         | 張廷玉、賴品銜 |                  |
| 1362 |          | 琳琳愛生氣         | 廚房裡的戰爭:半圓形           | 藍天下的新鮮事:黑丫丫山谷        | 快樂AKUMA               | 海盜船         | 蘇柏宇、游雅斐 |                  |
| 1363 |          | 大蜻蜓             | 兩隻熊:多和少                 | 動物公寓:兔子護士                | 愛運動的胖胖豬          | 海盜船         | 張宸愷、張澤妤 |                  |
| 1364 |          | 琳琳忘記了         | 兩隻熊:大和小                 | 貓咪喵喵叫:海洋夢                | 大花貓                  | 海盜船         | 黃信凱、陳柏叡 |                  |
| 1365 |          | 好玩的帳棚         | 看看是什麼:帽子               | 藍天下的新鮮事:小黃鳥的房子      | 口香糖兔子              | 海盜船         | 王韻宇、李裔璿 | 唱出開心食譜     |
| 1366 |          | 美女狗闖禍了嗎     | 愛跳舞的小莉:小莉的後院       | 艾絲和克林:動物園                | 數數歌                  | 海盜船         | 高聖芳、簡宛蜓 | 散步食譜         |
| 1367 |          | 快來幫幫忙         | 圖形認知:星形                 | 小小阿庫瑪:找雞蛋                | 吃醋小袋鼠              | 海盜船         | 孫子淇、舒芷琳 | 和小鳥作朋友食譜 |
| 1368 |          | 我想當小天使       | 說話時間:小花、娃娃、小喇叭   | 我們住在地板下:積木時間快樂多    | 海洋教室                | 海盜船         | 張廷玉、賴品銜 | 傷心拜拜食譜     |
| 1369 |          | 小熊巫婆不見了     | 如果多多:野狼不吃羊           | 大象工廠:印度-阿楠蒂妮和他的大象 | 口香糖兔子              | 海盜船         | 蘇柏宇、游雅斐 |                  |
| 1370 |          | 棒棒帽             | 圖形認知:叉叉                 | 青青和他的朋友們:愛笑小黑        | 大花貓                  | 海盜船         | 朱晏希、吳質善 |                  |
| 1371 |          | 美女狗的生日派對   | 認識樂器:梆笛                 | 動物公寓:獅子農夫                | 小螞蟻                  | 海盜船         | 黃子耀、魏碩良 | 大美麗食譜       |
| 1372 |          | 奶奶獨享的點心     | 說話時間:松鼠、松果、竹蜻蜓   | 貓咪喵喵叫:老鼠公主              | 愛運動的胖胖豬          | 海盜船         | 黃子容、郭柏緯 |                  |
| 1373 |          | 太陽莎拉和月亮琳琳 | 廚房裡的戰爭:漩渦形           | 青青和他的朋友們:紅蘋果彎兒      | 森林裡的Jojo            | 海盜船         | 高聖芳、簡宛蜓 |                  |
| 1374 |          | 淇淇的說話課       | 圖形認知:圓圈                 | 快樂一家人:小方糖拼圖            | 大象胖胖                | 海盜船         | 張廷玉、賴品銜 | 快樂搖呀搖食譜   |
| 1375 |          | 哇嚕不吃蘋果       | 說話時間:小花、娃娃、小喇叭   | 艾絲和克林:溜冰記                | 大象胖胖                | 海盜船         | 王韻宇、李裔璿 |                  |
| 1376 |          | 醫生遊戲           | 五線譜樂團:青蛙               | 大象工廠:台北-菲菲和她的藍色大象 | 石頭歌                  | 海盜船         | 蘇柏宇、游雅斐 |                  |
| 1377 |          | 莎拉的擔心         | 小羊娃散步去                  | 禮貌村的熊熊                     | 喵喵歌                  | 海盜船         | 鄭丞翔、洪心樂 | 我愛超人食譜     |
| 1378 |          | 交換遊戲           | 圖形認知:湯匙                 | 大象工廠:台北-菲菲和她的藍色大象 | 無尾熊進行曲            | 海盜船         | 黃信凱、陳柏叡 |                  |
| 1379 |          | 紅色小書在哪裡     | 如果多多:我有搖控器           | 小小阿庫瑪:找金針花              | 我愛恐龍                | 海盜船         | 朱晏希、吳質善 |                  |
| 1380 |          | 我愛畫畫           | 圖形認知:水滴                 | 快樂一家人:栗子香又香            | 艾絲和克林:隔壁的好朋友 | 森林王         | 蔡佳妤(5歲)    | 迷路不害怕食譜   |

## 獎項

### 金鐘獎
| 年份   | 獲提名         | 獎項                             | 結果 |
| ------ | -------------- | -------------------------------- | ---- |
| 1999年 | 《水果冰淇淋》 | 第34屆金鐘獎最佳兒童節目主持人獎 | 獲獎 |
| 2000年 | 《水果冰淇淋》 | 第35屆金鐘獎最佳兒童節目主持人獎 | 獲獎 |
| 2001年 | 《水果冰淇淋》 | 第36屆金鐘獎最佳兒童節目獎       | 獲獎 |
| 2009年 | 《水果冰淇淋》 | 第44屆金鐘獎最佳兒童節目主持人獎 | 獲獎 |
| 2022年 | 《水果冰淇淋》 | 第57屆金鐘獎兒童節目獎           | 提名 |

## 外部連結
- 水果冰淇淋(我們不吵架系列)-我不喜歡你(綜合) - 公視+ （页面存档备份，存于）
- 水果冰淇淋-人人都愛禮物 - 公視+ （页面存档备份，存于）
- 水果冰淇淋(我們不吵架系列)-玩具借不借(綜合) - 公視+ （页面存档备份，存于）
- 一起玩遊戲 - 公視+ （页面存档备份，存于）
- 水果冰淇淋-一起玩遊戲系列-一個人的遊戲(綜合) - 公視+ （页面存档备份，存于）
- 水果冰淇淋動畫故事(口述影像) - 公視+ （页面存档备份，存于）
- 水果冰淇淋:幫奶奶健康減肥(健體） - 公視+ （页面存档备份，存于）
- 水果冰淇淋(我們不吵架系列)-和好的方法(綜合) - 公視+ （页面存档备份，存于）
- 水果冰淇淋特別節目─創意表演秀(口述影像版) - 公視+ （页面存档备份，存于）
- 水果冰淇淋2021 - 公視+ （页面存档备份，存于）
- 水果冰淇淋2022 - 公視+ （页面存档备份，存于）
- 水果冰淇淋特別節目─送小熊回家(口述影像版) - 公視+ （页面存档备份，存于）
- 禮貌好寶寶 - 公視+ （页面存档备份，存于）
- 水果冰淇淋(台語版) - 公視+ （页面存档备份，存于）
- 我們不吵架 - 公視+ （页面存档备份，存于）
- 水果冰淇淋的Facebook專頁
- YouTube上的水果冰淇淋頻道

## 作品的變遷
| 臺灣 公視主頻 | 臺灣 公視主頻                 | 臺灣 公視主頻 |
| ------------- | ----------------------------- | ------------- |
|               | 水果冰淇淋 （1998年7月2日－） |               |
| -             | -                             |               |